# Aérodrome de Razer
L'aérodrome de Razer est situé dans une vallée à 16 kilomètres au nord-ouest de Shah-E-Pari, 110 kilomètres au sud de Feyzabad et 192 kilomètres au nord-est de Kaboul. 

## Situation
La piste de l'aérodrome comportant de nombreuses pierres, l'aérodrome ne dispose pas de capacité opérationnelle pour les appareils à voilure fixe. Il peut être cependant utilisé par les appareils à voilure tournante. À noter qu'il peut être difficile à repérer vu du ciel.

## Compagnies aériennes et destinations
- Néant